# رود شاندلير
رود شاندلير (بالإنجليزية: Rod Chandler) هو سياسي أمريكي، ولد في 13 يوليو 1942 في لا غراندي في الولايات المتحدة. نشط حزبياً في الحزب الجمهوري. في انتخابات مجلس النواب الأمريكي 1990 ‏، انتخب عضو مجلس النواب الأمريكي عن دائرة Washington's 8th congressional district ‏ وقد انضم خلال فترته النيابية ‏ (3 يناير 1991 – 3 يناير 1993) للكتلة البرلمانية الحزب الجمهوري وانتخب عضو مجلس نواب واشنطن وانتخب عضو مجلس النواب الأمريكي.

## وصلات خارجية
- رود شاندلير على موقع إن إن دي بي (الإنجليزية)